# Radar quàntic

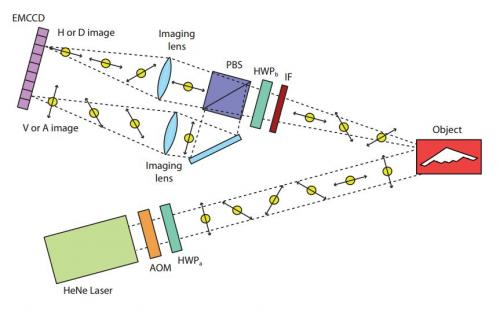
Els investigadors utilitzen propietats quàntiques per crear un radar a prova d'intrusió.

El radar quàntic és una tecnologia de teledetecció especulativa basada en efectes mecànics quàntics, com ara el principi d'incertesa o l'entrellat quàntic. A grans trets, un radar quàntic es pot veure com un dispositiu que treballa en el rang de microones, que explota les característiques quàntiques, des del punt de vista de la font de radiació i/o la detecció de sortida, i és capaç de superar un homòleg clàssic. Un enfocament es basa en l'ús de correlacions quàntiques d'entrada (en particular, entrellaçament quàntic) combinades amb una detecció quàntica interferomètrica adequada al receptor (molt relacionada amb el protocol d'il·luminació quàntica).
Paving the way for a technologically viable prototype of a quantum radar involves the resolution of a number of experimental challenges as discussed in some review articles, the latter of which pointed out "inaccurate reporting" in the media. Current experimental designs seem to be limited to very short ranges, of the order of one meter, suggesting that potential applications might instead be for near-distance surveillance or biomedical scanning.

## Concepte darrere d'un model de gamma de microones
L'any 2015 un equip internacional va proposar un model d'abast de microones d'un radar quàntic i es basa en el protocol d'il·luminació quàntica gaussiana. El concepte bàsic és crear un flux de fotons de freqüència visible entrellaçats i dividir-lo per la meitat. La meitat, el "feix de senyal", passa per una conversió a freqüències de microones d'una manera que preserva l'estat quàntic original. El senyal de microones s'envia i rep com en un sistema de radar normal. Quan es rep el senyal reflectit, es torna a convertir en fotons visibles i es compara amb l'altra meitat del feix entrellaçat original, el "feix ocioso".
Tot i que la major part de l'entrellat original es perdrà a causa de la decoherència quàntica a mesura que les microones viatgen cap als objectes objectiu i de tornada, encara es mantindran prou correlacions quàntiques entre el senyal reflectit i els feixos ociosos. Utilitzant un esquema de detecció quàntica adequat, el sistema pot escollir només aquells fotons que van ser enviats originalment pel radar, filtrant completament qualsevol altra font. Si es pot fer que el sistema funcioni al camp, representa un gran avanç en la capacitat de detecció.
Una manera de derrotar els sistemes de radar convencionals és emetre senyals a les mateixes freqüències que utilitza el radar, cosa que fa que el receptor no pugui distingir entre les seves pròpies emissions i el senyal de falsificació (o "jamming"). Tanmateix, aquests sistemes no poden saber, ni tan sols en teoria, quin era l'estat quàntic original del senyal intern del radar. A falta d'aquesta informació, les seves emissions no coincidiran amb el senyal original i es filtraran al correlator. Les fonts ambientals, com el desordre del sòl i l'aurora, es filtraran de manera similar.

## Història
Un disseny va ser proposat el 2005 pel contractista de defensa Lockheed Martin. La patent d'aquesta obra es va concedir el 2013. L'objectiu era crear un sistema de radar que proporcionés una millor resolució i més detall que el que podria proporcionar el radar clàssic. No obstant això, cap avantatge quàntic o una millor resolució no es va demostrar teòricament amb aquest disseny.
El 2015, un equip internacional d'investigadors va mostrar el primer disseny teòric d'un radar quàntic capaç d'aconseguir un avantatge quàntic respecte a una configuració clàssica. En aquest model de radar quàntic, es considera la teledetecció d'un objectiu de baixa reflectivitat que està incrustat dins d'un fons brillant de microones, amb un rendiment de detecció molt més enllà de la capacitat d'un radar de microones clàssic. Mitjançant l'ús d'un "convertidor electro-optomecànic" de longitud d'ona adequada, aquest esquema genera un excel·lent entrellat quàntic entre un feix de senyal de microones, enviat per sondejar la regió objectiu, i un feix òptic inactiu, retingut per a la detecció. El retorn de microones recollit de la regió objectiu es converteix posteriorment en un feix òptic i després es mesura conjuntament amb el feix inactiu. Aquesta tècnica amplia el potent protocol d'il·luminació quàntica al seu domini espectral més natural, és a dir, les longituds d'ona de microones.
El 2019, es va proposar un protocol de radar quàntic de millora tridimensional Es podria entendre com un protocol de metrologia quàntica per a la localització d'un objectiu puntual no cooperatiu en un espai tridimensional. Va emprar l'entrellat quàntic per aconseguir una incertesa en la localització que és quadràticament més petita per a cada direcció espacial que la que es podria aconseguir mitjançant l'ús de fotons independents i no entrellaçats.
Els articles de revisió que aprofundeixen més en la història i els dissenys del radar quàntic, a més dels esmentats a la introducció anterior, estan disponibles a arXiv.
Un radar quàntic és difícil de realitzar amb la tecnologia actual, tot i que s'ha realitzat un prototip experimental preliminar.

## Reptes i limitacions
Hi ha una sèrie de reptes no trivials darrere de la implementació experimental d'un prototip de radar veritablement quàntic, fins i tot a curt abast. D'acord amb els dissenys actuals d'il·luminació quàntica, un punt important és la gestió del pols ocioso que, idealment, s'hauria de detectar conjuntament juntament amb el pols de senyal que torna de l'objectiu potencial. No obstant això, això requeriria l'ús d'una memòria quàntica amb un temps de coherència llarg, capaç de funcionar de vegades comparable amb l'anada i tornada del pols del senyal. Altres solucions poden degradar les correlacions quàntiques entre el senyal i els polsos ociosos fins a un punt en què l'avantatge quàntic pot desaparèixer. Aquest és un problema que també afecta els dissenys òptics d'il·luminació quàntica. Per exemple, emmagatzemar el pols inactiu en una línia de retard mitjançant l'ús d'una fibra òptica estàndard degradaria el sistema i limitaria l'abast màxim d'un radar d'il·luminació quàntica a uns 11 km. Aquest valor s'ha d'interpretar com un límit teòric d'aquest disseny, que no s'ha de confondre amb un rang assolible. Altres limitacions inclouen el fet que els dissenys quàntics actuals només tenen en compte una sola polarització, azimut, elevació, rang, contenidor Doppler alhora. Les principals limitacions del radar quàntic de microones pel que fa a la detecció d'objectius convencionals i sigils s'han analitzat recentment en el document "Range Limitations in Microwave Quantum Radar" de G. Pavan i G. Galati, https://www.mdpi.com/2865432

## Especulació dels mitjans sobre aplicacions
Hi ha l'especulació mediàtica que un radar quàntic podria funcionar a llarga distància detectant avions sigils, filtrar els intents deliberats d'embussos i operar en zones d'alt soroll de fons, per exemple, a causa del desordre del sòl. Relacionat amb l'anterior, hi ha una considerable especulació mediàtica sobre l'ús del radar quàntic com a possible tecnologia anti-sigilo. Els avions furtius estan dissenyats per reflectir els senyals lluny del radar, normalment utilitzant superfícies arrodonides i evitant qualsevol cosa que pugui formar un reflector parcial de cantonada. Això redueix així la quantitat de senyal retornada al receptor del radar que l'objectiu es perd (idealment) en el soroll tèrmic de fons. Tot i que les tecnologies furtives encara seran igual de efectives per reflectir el senyal original lluny del receptor d'un radar quàntic, és la capacitat del sistema de separar el petit senyal restant, fins i tot quan està inundat per altres fonts, el que li permet detectar el retorn fins i tot de dissenys altament sigils. De moment, aquestes aplicacions de llarg abast són especulatives i no estan recolzades per dades experimentals.